# 110 mètres haies aux Jeux olympiques d'été de 1952
Pour un article plus général, voir Athlétisme aux Jeux olympiques d'été de 1952.
Navigation
Londres 1948 Melbourne 1956
L'épreuve du 110 mètres haies aux Jeux olympiques de 1952 s'est déroulée les 23 et 24 juillet 1952 au Stade olympique d'Helsinki, en Finlande.  Elle est remportée par l'Américain Harrison Dillard.

## Résultats

### Finale
| Rang               | Athlète          | Pays             | Temps  | Notes |
| ------------------ | ---------------- | ---------------- | ------ | ----- |
| Médaille d'or      | Harrison Dillard | États-Unis       | 13 s 7 | OR    |
| Médaille d'argent  | Jack Davis       | États-Unis       | 13 s 7 |       |
| Médaille de bronze | Arthur Barnard   | États-Unis       | 14 s 1 |       |
| 4                  | Yevhen Bulanchyk | Union soviétique | 14 s 5 |       |
| 5                  | Ken Doubleday    | Australie        | 14 s 7 |       |
| 6                  | Ray Weinberg     | Australie        | 14 s 8 |       |